# Навернення Савла (Мікеланджело)
«Навернення Савла» (італ. Conversione di Saulo) — фреска в Апостольському палаці Ватикану, в капелі Паоліна. Одна з двох останніх закінчених робіт Мікеланджело. Фреску написано в період від липня 1542 до червня 1545 року на замовлення папи Павла III. Фреска відрізняється міццю, виразністю та стрункістю композиції.

## Історія

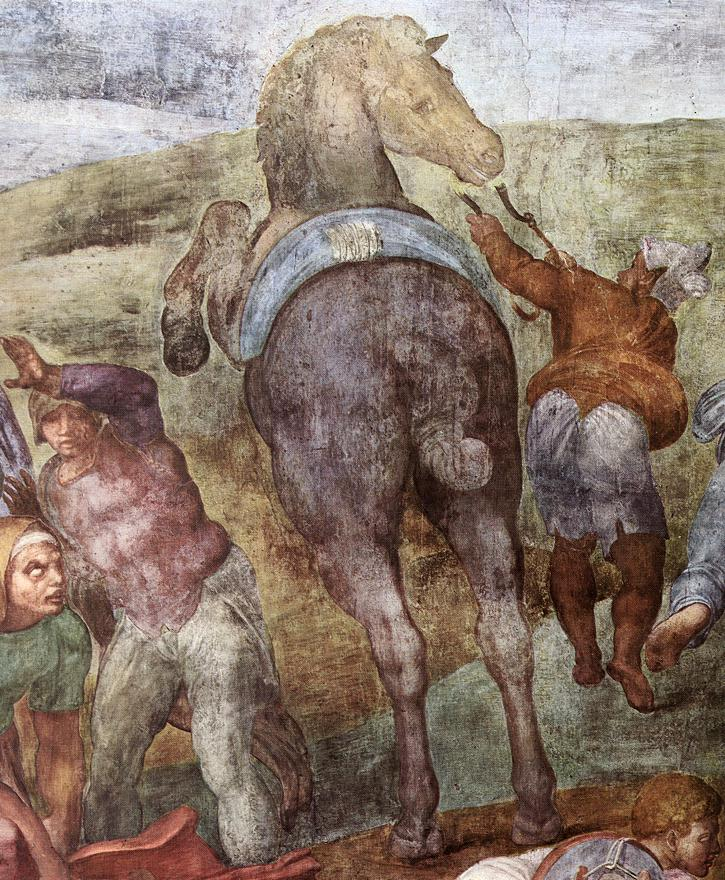
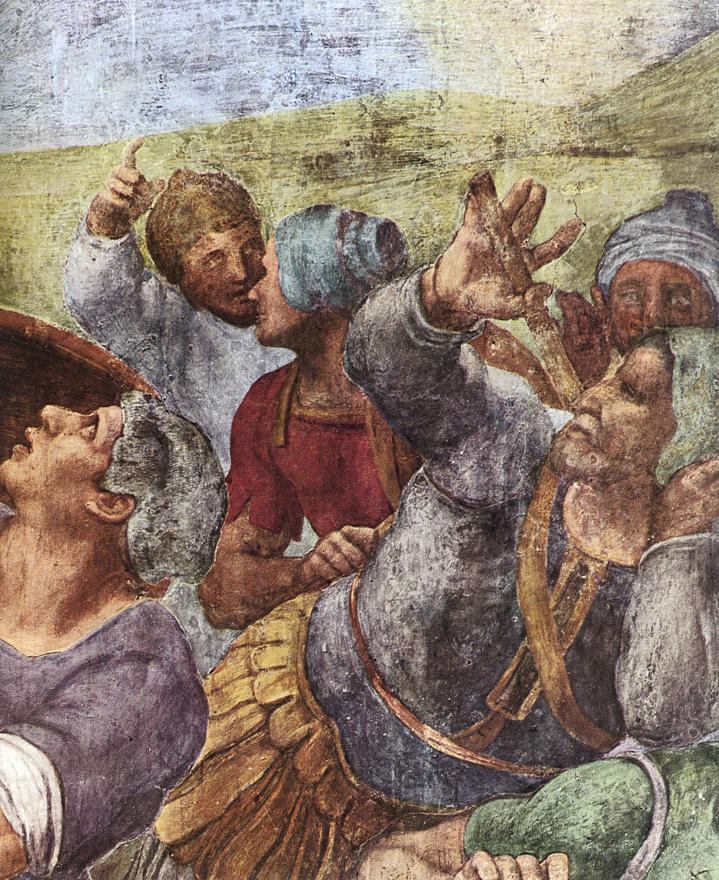
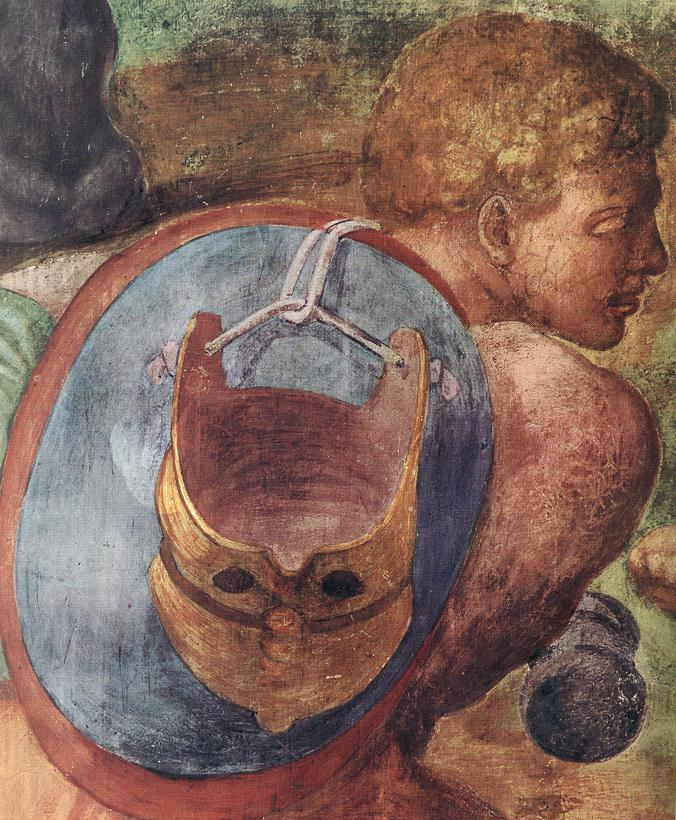
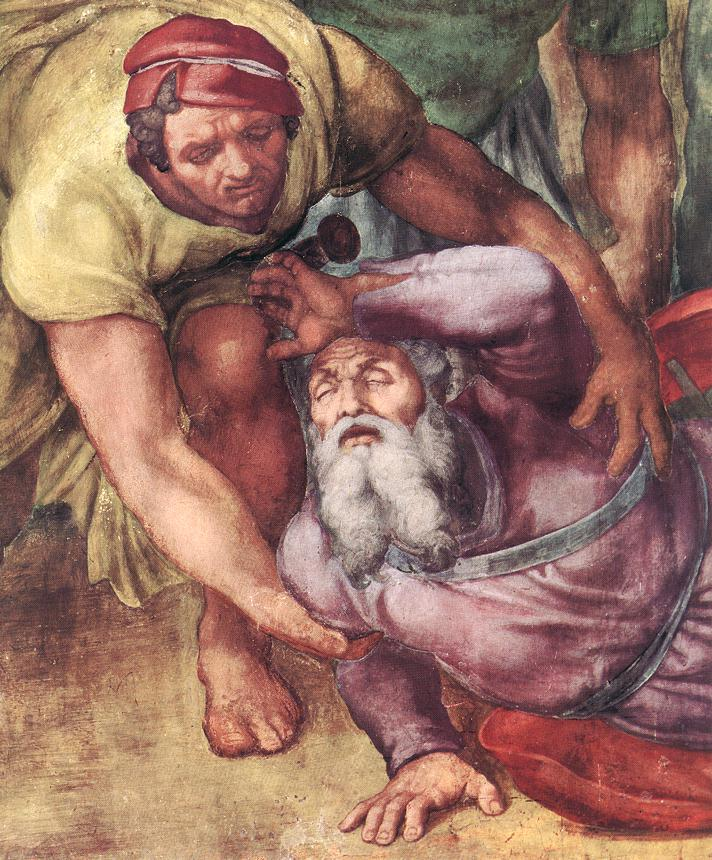

Будувати капелу почали 1537 року і точна дата початку і кінця роботи Мікеланджело над фрескою невідомі, проте в 1550 обидві фрески були готові. Папа Павло III помер роком раніше. Крім фрески «Навернення Савла» Мікеланджело написав для капели фреску «Розп'яття святого Петра». Капела Паоліна з двома фресками розташована поза ватиканськими музеями, поруч із особистими покоями Папи Римського. Капела Паоліна, на відміну від Сікстинської капели та собору Святого Петра, недоступна для туристів.
До нас не дійшли ескізи Мікеланджело до «Навернення Савла»; однак у Нідерландах у Гарлемі, в музеї Тейлора, на аркуші з архітектурними етюдами збереглося кілька ескізів італійським олівцем до «Розп'яття апостола Петра». Крім цього, в Неаполі в Каподімонте зберігається пошкоджений фрагмент картону Мікеланджело для фігур солдатів у нижній лівій частині фрески.

Після закінчення робіт над фресками в капелі Паоліна, Мікеланджело майже повністю присвятив себе архітектурі — собор Святого Петра, Капітолій, Палаццо Фарнезе, Санта-Марія-дельї-Анджелі-е-дей-Мартірі, Сан-Джованні-дей-Фіорентіні.